# ITAM
ITAM (z anglického immunoreceptor tyrosine-based activation motif) je konzervovaná sekvence čtyř aminokyselin, která se dvakrát opakuje v intracelulárních částech nekatalytických receptorů, jejichž funkce je závislá na fosforylaci tyrosinu. Tyto receptory se nejčastěji nachází na buňkách imunitního systému. Jejich hlavní role je jejich integrální účast na spuštění celé řady signálních drah a následné aktivaci imunitní buňky. Hrají ovšem také klíčovou roli při signalizaci v jiných buněčných typech, jako například při zrání osteoklastů.

## Struktura
Tento motiv obsahuje tyrosin, který je oddělen od leucinu nebo isoleucinu jakýmikoliv dvěma aminokyselinami (YxxL/I). Dvě tyto sekvence jsou od sebe odděleny 6 až 8 aminokyselinami (YxxL/Ix(6-8)YxxL/I) a nachází se v intracelulární části receptorů. Nicméně je třeba zmínit, že z hlediska konsenzuální ITAM sekvence není literatura zcela konzistentní, a to především v počtu dělících aminokyselin. Kromě ITAM motivů, které mají takovou strukturu, jaká byla popsána výše, existují také motivy s velice podobnou strukturou a funkcí, jako je ITAM motiv (například v proteinu Dectin-1).

## Funkce

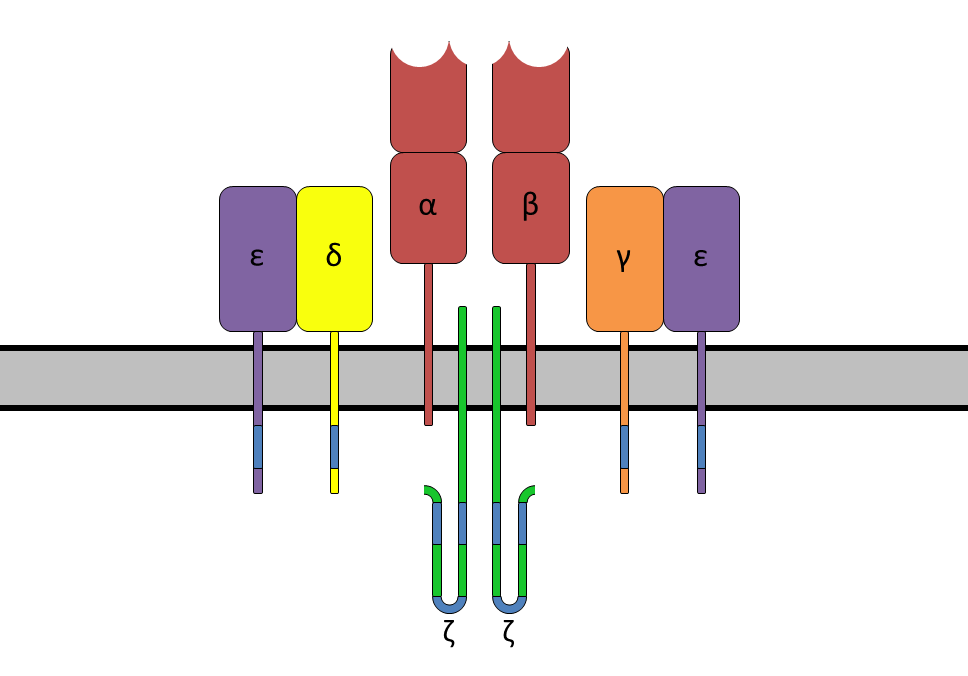
Diagram zobrazující komplex T-buněčného receptoru, včetně přidružených CD3 řetězců. ITAM sekvence jsou znázorněny modře.

ITAM sekvence jsou důležité pro přenos signálu, především v imunitních buňkách. Nachází se v intracelulárích částech nekatalytických receptorů, jejichž funkce je závislá na fosforylaci tyrosinu, jako je CD3 a ζ-řetězec komplexu T-buněčného receptoru, CD79-α a -β komplexu B-buněčného receptoru, některé Fc receptory, a další. Po interakci přidruženého receptoru se svým ligandem a následné aktivaci kinázy z proteinové rodiny Src je tyrosin v těchto sekvencích fosforylován. Fosforylované ITAM sekvence slouží jako vazebné místo pro proteiny obsahující SH2 doménu (obvykle dvě domény, které jsou od sebe odděleny krátkou vazebnou sekvencí aminokyselin), které poté spouští signální kaskády založené na kinázách z proteinové rodiny Syk, a to buď Syk nebo ZAP-70, což nejčastěji vede k aktivaci dané buňky. V některých případech ovšem paradoxně nedochází k aktivačnímu efektu, ale k efektu inhibičnímu. Přesný mechanismus tohoto fenoménu v tuto chvíli zatím ještě není zcela objasněn.
Jiné nekatalytické receptory, jejichž funkce je závislá na fosforylaci tyrosinu, obsahují sekvenci s konzervovaným inhibičním motivem (ITIM), které po fosforylaci slouží jako vazebné místo pro fosfatázy SHP-1, SHP-2 a SHIP1. Tyto fosfatázy pak slouží nejen k inhibici a regulaci signálních drah založených na Syk nebo ZAP-70, ale také k ukončení této signalizace po úspěšné aktivaci.

## Genetické variace
Vzácné lidské genetické mutace, které jsou katalogizované v databázích lidské genetické variace, mohou údajně vést k vzniku i zániku jak ITAM sekvencí, tak ITIM sekvencí.

## Příklady
Níže uvedené příklady obsahují jak proteiny, které obsahují ITAM sekvence, tak i proteiny, které ITAM k signalizaci využívají za pomoci přidružených proteinů, které danou sekvenci obsahují.
CD3γ, CD3δ, CD3ε, DAP12, FcαRI, FcγRI, FcγRII, FcγRIII, Dectin-1, CLEC-1, CD28, CD72